# Non t'amo più/L'amico Gianni
Non t'amo più/L'amico Gianni è un singolo inciso dal gruppo musicale italiano I Frenetici, nel 1966.

## Storia del disco
Il disco raggiunse il 42º posto nella hit parade italiana e venne distribuito in circa 10.000 juke box in tutta Italia.
Il brano L'amico Gianni, cantato da Paolo Romanelli, venne presentato da I Frenetici durante il Galà internazionale in Eurovisione da Berna, mentre il pezzo Non t'amo più, cantato da Enrico Moi, venne presentato nella finale del Festivalbar 1966.

## Tracce
1. Non t'amo più (Cella - Manory)
2. L'amico Gianni